# Абсолютное давление
Абсолю́тное давле́ние ─ это истинное давление сплошных масс (жидкостей, паров и газов), отсчитываемое от абсолютного нуля давления ─ абсолютного вакуума. Абсолютный нуль давления макроскопических объёмов вещества практически недостижим, так как любое твёрдое тело образует пары, да и космическое пространство также не представляет собой абсолютную пустоту, лишённую вещества, поскольку содержит водород в количестве нескольких молекул на кубический сантиметр.
Различают также избыточное или манометрическое (приборное) давление и давление окружающей среды (в земных условиях ─ атмосферное давление). Избыточное давление представляет собой разность абсолютного давления и давления окружающей среды. .  Эта разность может быть как положительной, так и отрицательной. В последнем случае её называют разрежением или вакуумом, а избыточное давление – остаточным. Точное измерение абсолютного давления в земных условиях связано с определёнными трудностями. Практически измеряют атмосферное давление приборами барометрического типа, избыточное давление ─ приборами манометрического типа, а абсолютное давление вычисляют по формуле:
{\displaystyle p_{a}=p_{0}+p_{m}},
где: {\displaystyle p_{a}} ─ абсолютное давление, {\displaystyle p_{0}} ─ атмосферное  (барометрическое) давление, {\displaystyle p_{m}} ─ избыточное (манометрическое давление).
(В приближённых технических расчётах вместо реального атмосферного давления используют его величину, измеренную на уровне моря).
В уравнения термодинамики,а также в уравнения газовых законов, входят только абсолютные давления {\displaystyle (p_{a})}.                      Избыточное давление не является также параметром термодинамической системы., 